# Alan Jenkins
Alan Jenkins (* 24. April 1947 in Wirral) ist ein ehemaliger englischer Rennwagen-Konstrukteur in der Formel 1.

## Karriere

### Automobilsport
Jenkins studierte Industriedesign und kam 1978 auf Umwegen zum Rennsport. Er arbeitete zunächst an alten Lotus-Rennwagen für Héctor Rebaque. 1979 stellte ihn Ron Dennis für die Formel-2-Aktivitäten seines Project 4 ein. Ein Jahr später übernahm Project 4 das McLaren-Team und Jenkins wurde zur rechten Hand von Chef-Designer John Barnard in der Formel 1. Mehrere Jahre lang war Jenkins Renningenieur von John Watson, mit dem er einige Rennen gewinnen konnte. 1984 betreute er den Wagen von Alain Prost, der die Weltmeisterschaft mit einem halben Punkt Rückstand auf Niki Lauda verlor.
Ende 1984 bekam Jenkins ein Angebot von Roger Penske für den Bau von Indycar-Wagen, das er annahm um aus dem Schatten Barnards treten zu können. Jenkins’ Wagen, der Penske-March mit Danny Sullivan am Steuer, gewann 1985 im ersten Anlauf die 500 Meilen von Indianapolis. Die folgenden Wagen, der Penske PC15 und der PC16, waren technisch ausgefeilt aber erfolglos und Jenkins musste Penske Mitte 1987 verlassen.
Jenkins wechselte zum neuen Formel-1-Team Onyx, das 1989 mit Stefan Johansson und Bertrand Gachot antrat. Beim Großen Preis von Portugal gelang Johansson der erste und einzige Podestplatz. Nach einem Umbruch im Management des Teams wechselte Jenkins Ende des Jahres zu Footwork, wo er den FA12 für den neuen, von Hans Mezger entwickelten Porsche-V12 konstruierte. Jenkins war bis Februar 1996 bei Footwork und ging dann als Technischer Leiter zum neuen Stewart-Team, wo er bis Ende 1998 blieb. Dort entwarf er unter anderem den Stewart SF01. Nach mehrmonatigen Verhandlungen mit potentiellen Arbeitgebern wie Benetton, Sauber und Ford entschied sich Jenkins für das Prost-Team, wo er den Prost-Peugeot AP03 für die Saison 2000 konstruierte. Er wurde jedoch Mitte des Jahres wieder entlassen und hat danach der Formel 1 den Rücken gekehrt.

### Motorradsport
Mittlerweile arbeitet Jenkins für den italienischen Motorradhersteller Ducati. Dort zeichnete er unter anderem für die Aerodynamik und das Farbdesign der Ducati Desmosedici RR verantwortlich und ist an der Entwicklung der MotoGP-Maschine Desmosedici beteiligt. Im Dezember 2007 wurde Alan Jenkins für seine erfolgreiche Arbeit bei Ducati mit dem vom British Racing Drivers’ Club verliehenen Sir Jackie Stewart Award ausgezeichnet.